# Playa de Tereñes
La playa de Tereñes es una pedregal situado en el lugar de Tereñes, en la parroquia de Leces, en el concejo de Ribadesella, Asturias. Se enmarca en las playas de la Costa Verde Asturiana y está considerada paisaje protegido, desde el punto de vista medioambiental. Por este motivo está integrada, según información del Ministerios de Agricultura, Alimentación y Medio Ambiente, en el Paisaje Protegido de la Costa Oriental de Asturias.

## Descripción
La playa de Tereñes, al igual que pasa con las playas de Aberdil, Portiello y en menor medida Arra, es realmente un pedrero; presenta forma triangular situado en una zona virgen con un alto grado de peligrosidad, en parte por presentar rocas resbaladizas, no estando recomendada para el baño, pese a su atractivo como zona de pesca submarina y recreativa.
El pedregal se encuentra escondido entre las rocas que definen toda la ensenada del Peñón del Forno, colindante al promontorio de El Cueto. Se encuadra dentro de la conocida como “Costa Jurásica” y cerca de ella, en los conocidos como "acantilados de Tereñes" pueden contemplarse huellas de dinosaurios, algunas de las cuales son unos de los mejores ejemplos de huellas tridáctilas.
Esta playa no ofrece ningún tipo de servicio.